# Загальний Інспекторат з Надзвичайних Ситуацій
Загальний Інспекторат з Надзвичайних Ситуацій (рум. Inspectoratul General pentru Situații de Urgență, IGSU) є структурою, підпорядкованою МВС.
Цивільний захист Республіки Молдова являє собою систему заходів і дій, які здійснюються в масштабах усієї держави в мирний і воєнний час з метою забезпечення захисту населення, майна в умовах природних і екологічних катаклізмів, аварії та катастрофи, пожежі.

## Історія
З метою регулювання діяльності структур цивільної оборони Республіки Молдова та відповідно до проголошення незалежності Республіки Молдова, в 1991 році Президент Республіки Указом No 244 від 24 грудня 1991 року «Про цивільну оборону Республіки Молдова» видав постанову про передачу під юрисдикцію Республіки Молдова Штабу цивільної оборони, його командних установ і органів, а також військові частини Цивільної оборони СРСР, дислоковані на території республіки.
Цим указом було встановлено, що все майно Генерального штабу цивільної оборони Республіки Молдова і підпорядкованих установ, озброєння і техніко-матеріальна база військових частин цивільної оборони СРСР, дислокованих на території республіки, є власністю Республіки Молдова.
Далі, постановою Уряду Республіки Молдова No 265 від 14 травня 1993 року, Штаб цивільної оборони був підпорядкований Міністерству оборони.
Потім, директивою Генерального штабу Збройних сил Республіки Молдова No 17/018 від 01 вересня 1993 року, Штаб цивільної оборони був реорганізований в Управління цивільного захисту та надзвичайних ситуацій.
Беручи до уваги той факт, що система цивільного захисту в більшості розвинених країн відокремлена від збройних сил, і специфіку управління цивільним захистом на щоденній основі, а також у виняткових ситуаціях через центральні, місцеві органи державної влади та економічних агентів, уряд Республіки Молдова рішенням No 541 від 02 жовтня 1996 року вивів Департамент цивільного захисту та надзвичайних ситуацій з підпорядкування Міністерства оборони, а також підпорядковане МВС пожежно-рятувальне управління з усіма їх відомчими структурами, технічним, вотчинним, основним та іншим фондами, які входили до складу Департаменту.
Законом Республіки Молдова No75-XV від 18 квітня 2001 року «Про внесення змін і доповнень до Закону No 64-XM» від 31 травня 1990 року назву департаменту було змінено, назвавши його Департаментом з надзвичайних ситуацій.
У зв'язку із затвердженням нової структури державного управління відповідно до постанови Уряду No357 від 23.04.2005 «Про заходи щодо реорганізації деяких міністерств і центральних органів управління Республіки Молдова», Департамент з надзвичайних ситуацій реорганізовано в склад Міністерства внутрішніх справ. Основоположні принципи організації цивільного захисту в республіці, його завдання, правові основи діяльності в цій сфері встановлені Законом «Про цивільний захист» No 271-XIII від 09 листопада 1994 року.